# Konrad Schäfer
Konrad Schäfer, född den 7 januari 1911 i Mülhausen, var en tysk läkare inom Luftwaffe. Under andra världskriget utvecklade han en metod för avsaltning av havsvatten. Tillsammans med Oskar Schröder företog Schäfer experiment på lägerfångar i Dachaus koncentrationsläger för att utröna om havsvattnet kunde göras drickbart för människor.
Efter andra världskriget åtalades han på läkarrättegången i Nürnberg, men frikändes. Efter rättegången blev han inbjuden till USA där han under en kort tid genomförde undersökningar för USA:s flygvapen på Randolph Air Force Base.